# 寒河方言
寒河方言（そうごほうげん）は、岡山県備前市日生町寒河で話されている方言である。内輪東京式アクセントが用いられる岡山弁とは異なるアクセントが用いられる、断定の助動詞に岡山県内の方言では一般的な「じゃ」ではなく、近畿方言で一般的な「や」が用いられている、促音音素や撥音音素に核の有無の対立のある例が豊富にみられる等、県内他地域の方言とは異なる点がみられる。金田一語類のうち２拍名詞の２類と３類が区別されるという特徴がある。

## 脚註

### 註釈
1. ↑  因みに、寒河方言は旧・日生町各地で話されている日生弁とも異なる点が見られる[1]。日生弁は岡山弁と寒河方言の中間的な方言とされ、寒河方言が日生弁の成立に影響を与えたとする見解もある[1]。